# Рымань (гмина)
Рымань (пол. Rymań)—сельская гмина (волость) в Польше, входит как административная единица в Колобжегский повет, Западно-Поморское воеводство. Население — 4168 человек (на 2005 год).

## Соседние гмины
1. Повет-колобжески
2. Гмина Госцино
3. Гмина Семысль
4. Повет-грыфицки
5. Гмина Бройце
6. Гмина Плоты
7. Гмина Тшебятув
8. Повет-лобески
9. Гмина Реско
10. Повет-свидвиньски
11. Гмина Славобоже